# Bitam (Gabón)
Bitam es una comuna gabonesa, chef-lieu del departamento de Ntem de la provincia de Woleu-Ntem.
En 2013 la comuna tenía una población de 27 923 habitantes, de los cuales 14 377 eran hombres y 13 546 eran mujeres.
Es una localidad habitada principalmente por fangs, quienes por lo general hablan el dialecto ntumu. El topónimo local significa en fang "Las Fuentes". Sus principales actividades económicas son el cultivo de la hevea, la piscicultura y un mercado fronterizo al que acuden numerosos cameruneses y ecuatoguineanos.
Se ubica sobre la carretera N2 unos 50 km al norte de la capital provincial Oyem, junto a la frontera con Camerún y Guinea Ecuatorial.

## Deportes
- US Bitam